# Kustavi Grotenfelt
Kustavi Grotenfelt (né le 27 avril 1861 a Helsinki – mort le 7 janvier  1928 à Helsinki) est un professeur de l'université d'Helsinki, un écrivain et un député du Parti jeune finnois,.

## Ouvrages
- Suomen kaupasta ja kaupungeista ensimmäisten Vaasa-kuninkaitten aikoina, thèse 1887.
- Suomen historia uskonpuhdistuksen aikakaudella. 1900–1902.
- Suomen historia Ruotsin mahtavuuden aikakaudella. 1922 (avec O. A. Hainar).